# Edward Cybulka
Edward Józef Cybulka (ur. 19 lipca 1950 w Mieszkowicach) – polski samorządowiec i menedżer, w latach 1994–1998 wiceburmistrz Prudnika, w latach 1999–2002 starosta powiatu prudnickiego, w latach 2003–2006 członek zarządu województwa opolskiego.

## Życiorys
W latach 1963–1965 grał w piłkę nożną w LZS Mieszkowice, a następnie, do 1972 w Pogoni Prudnik. Podczas służby wojskowej w 1973 występował w Stali Nysa, po czym powrócił do Pogoni Prudnik, w której grał do 1980.
Do 1975 mieszkał w Mieszkowicach. Następnie przeprowadził się do Prudnika. Podjął pracę w Zakładach Przemysłu Bawełnianego „Frotex” m.in. jako kierownik działu socjalnego i kontroli gospodarczej. Był pierwszym sekretarzem Komitetu Zakładowego PZPR.
Ukończył studia z organizacji przemysłu na Politechnice Śląskiej w Gliwicach. Kształcił się też na wyższym kursie obronnym w Akademii Obrony Narodowej i zdał egzamin dla kandydatów do rad nadzorczych spółek Skarbu Państwa. Pracował m.in. jako kierownik kosztów i analiz ekonomicznych w Zakładach Przemysłu Bawełnianego „Frotex” i wiceprezes spółdzielni mieszkaniowej. Działał w Ochotniczej Straży Pożarnej, był prezesem zarządu powiatowego OSP w Prudniku, a także klubu piłkarskiego Pogoń Prudnik.
Zaangażował się w działalność polityczną w ramach Sojuszu Lewicy Demokratycznej. W latach 1994–1998 zajmował stanowisko zastępcy burmistrza Prudnika Jana Roszkowskiego, zasiadał też w radzie miejskiej. Następnie od 1999 do 2002 był pierwszym starostą prudnickim. W 2002 został radnym sejmiku opolskiego, objął wówczas funkcję szefa klubu SLD. 25 lutego 2003 wybrany członkiem nowego zarządu województwa. Zakończył pełnienie funkcji 27 listopada 2006 wraz z całym zarządem. W 2005 bez powodzenia kandydował do Sejmu, a rok później do rady powiatu prudnickiego. W 2010 ponownie wybrano go do sejmiku (zajął też wówczas drugie miejsce w wyborach na burmistrza Prudnika); nie utrzymał mandatu radnego w 2014.
Był oskarżony o wyłudzenie dotacji rządowej, przekroczenie uprawnień i niedopełnienie obowiązków podczas sprawowania urzędu starosty, został prawomocnie uniewinniony w tej sprawie.

## Odznaczenia
Odznaczony Odznaką Honorową Powiatu Prudnickiego (2014).

## Wyniki wyborcze
| Wybory | Komitet wyborczy   | Komitet wyborczy             | Organ                                     | Okręg                         | Wynik        |
| ------ | ------------------ | ---------------------------- | ----------------------------------------- | ----------------------------- | ------------ |
| 1994   |                    | Sojusz Lewicy Demokratycznej | Rada Miejska w Prudniku                   | nr 19                         | 50 (31%)     |
| 1998   | nr 4               | Sojusz Lewicy Demokratycznej | Rada Miejska w Prudniku                   | [ 17 ]                        |              |
| 2002   | nr 4               |                              | Sojusz Lewicy Demokratycznej – Unia Pracy | Sejmik Województwa Opolskiego | 2399 (4,43%) |
| 2005   |                    | Sojusz Lewicy Demokratycznej | Sejm V kadencji                           | nr 21                         | 695 (2,5%)   |
| 2006   |                    | Lewica i Demokraci           | Rada Powiatu Prudnickiego                 | nr 1                          | 321 (3,45%)  |
| 2010   |                    | Sojusz Lewicy Demokratycznej | Sejmik Województwa Opolskiego             | nr 4                          | 2083 (3,89%) |
| 2010   | Burmistrz Prudnika | Sojusz Lewicy Demokratycznej |                                           | 1220 (14,31%)                 |              |
| 2014   |                    | SLD Lewica Razem             | Sejmik Województwa Opolskiego             | nr 4                          | 1033 (2,13%) |